# Ceropegia radicans
Ceropegia radicans ist eine Pflanzenart der Gattung Leuchterblumen (Ceropegia) aus der Unterfamilie der Seidenpflanzengewächse (Asclepiadoideae).

## Merkmale
Ceropegia radicans ist eine kriechende Blatt- und Sprosssukkulente, mit wenig verzweigten, an den Knoten rasch wurzelnden Stängeln. Sie messen etwa 3 bis 5 mm im Durchmesser, sind längsgerieft mit leicht rauer Oberfläche. Die Wurzeln sind fleischig, spindelig in der Form und in Büscheln angeordnet. Die ausdauernden, fleischigen Laubblätter sind gestielt und elliptisch bis annähernd rund. Sie messen 4 × 2,5 cm, die Stiele sind 0,3 bis 1 cm lang. Der gestielte Blütenstand ist 1 bis 3-blütig, die Blütenstiele können zwischen 0,5 und 1 cm lang sein und einen Durchmesser von 2 bis 3 mm haben. Die Kelchblätter sind lanzettlich und 4 bis 6 mm lang. Die Blütenkrone ist bis 5,5 bis 8 Zentimeter lang. Die Kronblätter sind weißlich oder grünlich-weiß und grün längsgestreift. Der Kronkessel ist zylindrisch, im Querschnitt gerundet fünfeckig. Er ist grünweißlich gefärbt und längsgestreift. Er hat die Maße 12 bis 17 × 5 bis 5 mm. Die innen behaarte trichterförmige Kronröhre hat basal (oberhalb des Kronkessels) lediglich einen Durchmesser von 3 mm. Sie erweitert sich bis auf etwa 15 mm und ist dort purpurn gefleckt. Die 20 bis 25 mm langen Kronzipfel sind gerundet dreieckig bis lanzettförmig und an den Spitzen verwachsen. Die freien Ränder sind nach außen umgefaltet. Innen sind sie basal purpurbraun gefärbt, dann folgt ein weißes Querband, dann ein schwarzbraunes Querband; dieser Bereich ist fein behaart. Die obere Hälfte ist grün gefärbt, die Ränder sind mit purpurnen, beweglichen, langen Haaren besetzt. Die Nebenkrone ist kurz gestielt und tassenförmig verwachsen, mit einem mehr oder weniger geraden, nach außen gebogenen Rand. Die interstaminalen Nebenkronzipfel sind taschenförmig. Die staminalen Nebenkronzipfel stehen aufrecht, sind linealisch und neigen sich aufeinander zu. Sie messen etwa 4 × 0,4 mm. Die Spitzen können auch leicht zurückgebogen sein.

## Vorkommen
Diese Art kommt in der Ostkap-Provinz (Südafrika) vor. Die Art wird inzwischen in Spezialgärtnereien gezogen und regelmäßig angeboten. Sie sind relativ leicht zu halten.

## Systematik
Im Sukkulentenlexikon unterscheidet Ulli Meve zwei Unterarten: Ceropegia radicans ssp. radicans und Ceropegia radicans ssp. smithii (M.R.Henderson) R.A.Dyer. Letztere war ursprünglich als eigene Art, Ceropegia smithii M.R.Hend., beschrieben worden. Sie unterscheidet sich von der ssp. radicans durch etwas kleinere Blätter, deren Ränder gewellt sind, sowie durch die kürzeren und stumpferen Kronzipfel.